# Марк Роллінз
Марк Роллінз (англ. Mark Rollins) — британський підприємець. Голова Правління «Укрнафта» (з 2015).

## Біографія
У 1985 році закінчив Кембриджський університет, магістр математики. У 1989 році Оксфордський університет, доктор інженерних наук.
Почав кар'єру в компанії Shell в Нідерландах, обіймав ряд комерційних посад, на яких займався розвитком бізнесу у великих геологорозвідувальних і видобувних проектах «Сахалін-2» і декількох підприємствах на Північному Каспії. У 1996 році він переїхав до Великої Британії, де став працював в нафтогазовій компанії Clyde Petroleum. У 1997 році Роллінз перейшов до ARCO, провідної американської інтегрованої нафтової компанії для того, щоб побудувати новий підрозділ розвитку бізнесу. Він обіймав посади головного виконавчого директора та члена ради директорів компанії з операцій приватної розвідки і видобутку в Південній Америці.. Став одним із засновників компанії Avante Petroleum.
У 2008 році Роллінгз розпочав трудову діяльність в енергетичній компанії BG Group як старший віце-президент з розвитку, відповідав за регіон Європи та Центральної Азії.
У вересні 2009 року Марк Роллінгз став старшим віце-президентом компанії BG Group по країнах Центральної Азії і очолив підрозділ компанії в Казахстані — BG Kazakhstan, де працює в головному офісі BG Group в регіоні, розташованому в Астані.
22 липня 2015 року обраний новим очільником компанії «Укрнафта». На зібранні акціонерів за відповідне рішення проголосували 99,97 % акціонерів, один голос був проти і один утримався.